# Јозеф Добровски
Јозеф Добровски (чеш. Josef Dobrovský; Балашађармат, 17. август 1753 — Брно, 6. јануар 1829) је био чешки слависта, свештеник, отац славистике, творац чешке граматике и граматике старословенског језика, главна личност чешког народног препорода.

## Одабрана дела
- Историја чешког језика и књижевности
- Граматика чешког језика
- Граматика старословенског језика
- Fragmentum Pragense evangelii S. Marci, vulgo autographi (1778)
- Scriptores rerum Bohemicarum (2 vols., 1783)
- Geschichte der böhm. Sprache und alten Literatur (1792)
- Die Bildsamkeit der slaw. Sprache (1799)
- Deutsch-böhm. Wörterbuch, коаутор (1802–1821)
- Entwurf eines Pflanzensystems nach Zahlen und Verhältnissen (1802)
- Glagolitica (1807)
- Lehrgebäude der böhmischen Sprache (1809)
- Institutiones linguae slavicae dialecti veteris (1822)
- Entwurf zu einem allgemeinen Etymologikon der slaw. Sprachen (1813)
- Slowanka zur Kenntnis der slaw. Literatur (1814)